# Aliança Popular del Kurdistan Socialista
L'Aliança Popular del Kurdistan Socialista fou un partit polític kurd fundat el 1959 com a continuació de l'Organització Kajik per un Kurdistan Lliure, però del que no consta cap activitat i que se sap estava dirigit per Shwan Karkuki; fou refundat com a Partit Socialista Kurd el setembre de 1976 a Kirkuk seguint la derrota militar de la revolució, per tres intel·lectuals, Ahmad Herdi, Sherko Bekas i Azad Mustafa, amb el programa de una independència pel Gran Kurdistan i mantenint l'anagrama PASOK. Mustafa fou el líder fins a la seva mort el 1982. Després del 1977 va iniciar accions armades a Sulaymaniyya i Irbil amb un grup propi de peixmergues.
El 1985, amb el nom d'Aliança Popular del Kurdistan Socialista, es va unir al Front Nacional Democràtic del Kurdistan format contra el govern de Bagdad pels principals partits kurds, i el maig de 1988 el Front del Kurdistan Iraquià que el va substituir. Va participar en la revolta del 1991. Llavors va agafar el nom de Partit de la Independència del Kurdistan (Partiya Serxwebuna Kurdistan). Va participar en l'organització de les eleccions del 19 de maig de 1992 i la seva llista va obtenir menys de l'1% dels vots. L'agost va formar aliança amb el partit Socialista del Kurdistan Iraquià i amb el Partit Popular Democràtic del Kurdistan formant el Partit de la Unitat del Kurdistan. El 1993 aquest partit es va unir al Partit Democràtic del Kurdistan.